# Lucien Guinotte (industriel)
Pour les articles homonymes, voir Lucien Guinotte.
Lucien Guinotte, né à Verviers le 30 janvier 1839 et mort à Morlanwelz le 9 avril 1911, est un ingénieur, administrateur de société, philanthrope, inventeur et homme politique belge membre du Parti libéral, sénateur de Charleroi-Thuin de 1894 à 1900.

## Biographie
Lucien Guinotte épouse Marie Zélie Henriette Rosine Guibal (née le 7 octobre 1843 à Jemappes et morte le 18 juillet 1889 à Morlanwelz), la fille de Théophile Guibal, inventeur des célèbres ventilateurs de mines dits "ventilateurs Guibal".
Il est le père de Léon Guinotte (1879-1950), qui lui succède à la tête des charbonnages de Mariemont et de Bascoup. Léon Guinotte est un ami intime de Raoul Warocqué, dernier représentant de sa famille, qui l'institue son légataire universel.

### Sa carrière
Il devint administrateur directeur général des charbonnages de Bascoup et de Mariemont. C'est lui qui transforma les charbonnages de Mariemont en un des plus modernes d'Europe.
La famille Warocqué, propriétaire de ces charbonnages, encourage leur ingénieur dans cette voie d'expansion.

### L'inventeur
Il mit au point, une machine d'extraction à détente variable dont il déposa le brevet en 1870, ainsi que de nouveaux modèles de culbuteurs pour grilles mobiles.

### Le philanthrope
Libéral progressiste, franc-maçon et philanthrope, il fut le promoteur des sociétés ouvrières de consommation et veilla à améliorer le sort des ouvriers dans la création de conseil de conciliation ouvrière.
Il fut un des premiers à avoir fait participer les mineurs aux bénéfices de l'exploitation et tout en réduisant le temps de travail devenu possible grâce à ses inventions techniques, il limita le travail des enfants, veilla à l'observation du repos dominical et à l'hygiène des travailleurs.
Il fut le promoteur de l'école industrielle de Morlanwelz.